# Motilon
I Motilon (o anche Bari, Motilón Barí) sono un gruppo etnico della Colombia e del Venezuela, con una popolazione stimata di circa 3536 persone. Questo gruppo etnico è principalmente di fede animista e parla la lingua Motilon (codice ISO 639: MOT).
L'etnia è stanziata nelle foreste del bacino dell'alto Catatumbo (Colombia, Venezuela). I Motilón, che vivono di raccolta allo stato nomade, sono uno dei gruppi amerindi più arcaici; presentano molte affinità con i Fuegini.
Documenti e testimonianze materiali di questa popolazione, raccolti dal missionario Dino Grossa, sono conservati presso i Musei del Seminario vescovile di Treviso.